# Archie Gemmill
Archibald „Archie” Gemmill (ur. 24 marca 1947 w Paisley) – szkocki piłkarz występujący na pozycji pomocnika.

## Kariera klubowa
Gemmill zawodową karierę rozpoczynał w 1964 roku w zespole St. Mirren. Przez 3 lata w jego barwach rozegrał 65 spotkań i zdobył 9 bramek. W 1967 roku odszedł do angielskiego Preston North End z Division Three. W 1970 roku awansował z zespołem do Division Two.
W tym samym roku przeszedł do Derby County z Divsion One. Zadebiutował tam 26 września 1970 roku w przegranym 1:2 pojedynku z West Bromwich Albion. W 1972 oraz w 1975 roku zdobył z zespołem mistrzostwo Anglii. W Derby spędził 7 lat.
W 1977 roku Gemmill trafił do Nottingham Forest, również występującego w Division One. Pierwszy ligowy mecz zaliczył tam 1 października 1977 roku przeciwko Norwich City (1:1). W Birmingham grał przez 2 lata.
W 1979 roku odszedł do Birmingham City z Division Two. W 1982 roku podpisał kontrakt z amerykańskim Jacksonville Tea Men. Potem występował w angielskich Wigan Athletic oraz Derby County, gdzie w 1984 roku zakończył karierę.

## Kariera reprezentacyjna
W reprezentacji Szkocji Gemmill zadebiutował w 1971 roku. W 1978 roku został powołany do kadry na mistrzostwa świata. Zagrał na nich w meczach z Peru (1:3), Iranem (1:1) i Holandią (3:2). W pojedynku z Holandią strzelił także 2 gole. Tamten turniej Szkocja zakończyła na fazie grupowej.
W latach 1971–1981 w drużynie narodowej Gemmill rozegrał w sumie 43 spotkania i zdobył 8 bramek.